# Britt de Blaauw
Britt de Blaauw (* 22. April 2004) ist eine niederländische Leichtathletin, die sich auf den Sprint spezialisiert hat.

## Sportliche Laufbahn
Erste internationale Erfahrungen sammelte Britt de Blaauw im Jahr 2023, als sie bei den U20-Europameisterschaften in Jerusalem mit 54,09 s den achten Platz im 400-Meter-Lauf belegte und mit der niederländischen 4-mal-400-Meter-Staffel in 3:33,33 min die Silbermedaille gewann. Bei den World Athletics Relays 2025 in Guangzhou wurde sie mit der 4-mal-100-Meter-Staffel in 43,21 s Siebte im Finallauf, ehe sie bei den U23-Europameisterschaften in Bergen mit 24,10 s im Halbfinale im 200-Meter-Lauf ausschied. Zudem belegte sie dort im Staffelbewerb in 44,11 s den vierten Platz. 

## Persönliche Bestleistungen
- 200 Meter: 23,30 s (+1,8 m/s), 21. Juni 2025 in Genf
  - 200 Meter (Halle): 23,84 s, 23. Februar 2025 in Apeldoorn
- 400 Meter: 53,27 s, 25. Juni 2023 in Bergen op Zoom